# Sylta (mat)
För andra betydelser, se sylta.

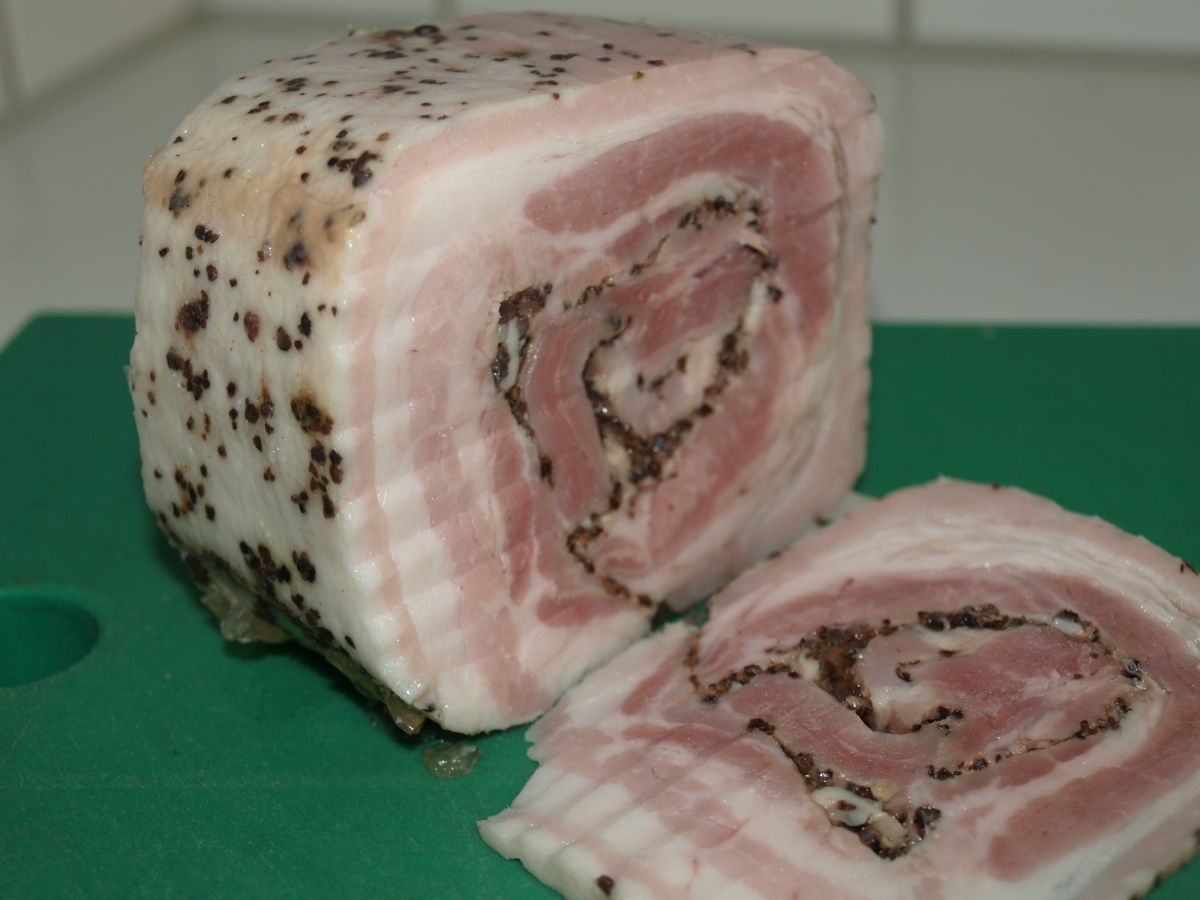
Rullsylta utan svål

Sylta är en grupp av maträtter med kött som huvudingrediens. Det finns flera olika sorters syltor – några vanliga är pressylta, rullsylta och kalvsylta. Slarvsylta har fått sitt namn eftersom den görs av tillvaratagna "slarvor", det vill säga det som tagits till vara efter putsning av större köttstycken. Ingredienserna skiftar, men fläsklägg, fläsksvål, gelatin och kalvlägg finns med i många recept. Syltor kryddas med kryddpeppar, vitpeppar, kryddnejlika, lagerblad och ofta lök. Kycklingkött kan även ingå i syltor likaväl som enbart grönsaker i vegetarisk sylta.